# UGEL
Unidad de Gestión Educativa Local (UGEL) son una instancia de realización desconcentrada de los gobiernos regionales del Perú. Son independiente y se ocupan de difundir, informar y controlar la atención de la política y normativa educativa regional o nacional en asunto de gestión institucional y también se ocupan de evaluar los resultados de los programas e instituciones bajo su dominio.
Su autoridad territorial es la provincia. Las UGEL son administradas por un director y su elección se realiza en un concurso público que es requerido por la Dirección Regional de Educación (DRE) y que son instancias del Ministerio de Educación del Perú (Minedu). Las UGEL apoyan administrativamente y logísticamente a las instituciones educativas públicas, dando asesoramiento, regulaciones y supervisión.

## Directorio
Las UGEL son administradas por los gobiernos provinciales, a través de las Gerencias o Direcciones (Secretarías) Regionales que tenga la competencia de Educación. En el caso de la Provincia de Lima, la administración de las UGEL, recae en el Ministerio de Educación, a través de su Dirección Regional de Educación de Lima Metropolitana (DRELM), aunque desde la década del 2020 hay intentos que la competencia de la DRELM recaiga en la Municipalidad de Lima en el plan de descentralización.

### Lima Metropolitana (DRELM)
- UGEL 01[6][7]
  - Jurisdicción: Lurín, Pachacámac, Pucusana, Punta Hermosa, Punta Negra, San Bartolo, San Juan de Miraflores, Santa María del Mar, Villa El Salvador y Villa María del Triunfo.
- UGEL 02[8]
  - Jurisdicción: Independencia, Los Olivos, Rímac, y San Martín de Porres
- UGEL 03[9]
  - Jurisdicción: Breña, Cercado de Lima, Jesús María, La Victoria, Lince, Magdalena del Mar, Pueblo Libre, San Isidro y San Miguel
- UGEL 04[10]
  - Jurisdicción: Ancón, Carabayllo, Comas, Puente Piedra y Santa Rosa
- UGEL 05 
  - Jurisdicción: San Juan de Lurigancho y El Agustino
- UGEL 06[11]
  - Jurisdicción: Ate, Chaclacayo, Cieneguilla, La Molina, Lurigancho-Chosica y Santa Anita
- UGEL 07 
  - Jurisdicción: Barranco, Chorrillos, Miraflores, San Borja, San Luis, Santiago de Surco y Surquillo

### Lima Provincias
- UGEL 08 - Cañete
- UGEL 09 - Huaura
- UGEL 10 - Huaral
- UGEL 11 - Cajatambo
- UGEL 12 - Canta
- UGEL 13 - Yauyos
- UGEL 14 - Oyón
- UGEL 15 - Huarochirí
- UGEL 16 - Barranca

### Callao
- UGEL - Ventanilla
- UGEL - Callao